# Drugs for Neglected Diseases initiative
Drugs for Neglected Diseases initiative (DNDi) est une organisation de recherche indépendante, à but non lucratif, basée à Genève, ayant pour objectif le développement de médicaments sur les maladies tropicales négligées, par exemple la leishmaniose, la maladie du sommeil, la maladie de Chagas ou la helminthiase.

## Description
DNDi a été créée en juillet 2003 par Médecins sans frontières et l'Institut Pasteur, ainsi que quatre instituts de recherche de pays en zone tropicale : 
- la fondation Oswaldo-Cruz (Brésil)[3],
- l'Indian Council for Medical Research[4],
- le Kenyan Medical Research Institute[5],
- le ministère de la Santé malaisien (en),

et le programme spécial de recherche et de formation concernant les maladies tropicales de l'Organisation mondiale de la santé, du Programme des Nations unies pour le développement ,, et de la Banque mondiale.

## Succès
Aujourd'hui (2016), le succès de DNDi se démontre en 30 projets de recherche et développement  et 15 médicaments en  recherche  ou en train de l'autorisation de mise sur le marché. L'approche du DNDI porte en particulier sur des maladies graves répandues dans les pays tropicaux, et négligées par les laboratoires pharmaceutiques en raison de l'insolvabilité des populations concernées. Les recherches du DNDi permettent à ces laboratoires d'améliorer leur image tout en mettant en profit des molécules anciennes dont ils disposent et qui n'ont pas trouvé un marché porteur : « Le système des brevets est très adapté aux pays riches, mais ne marche pas dans les pays pauvres. »,.

### Nouvelles méthodes
La DNDi a permis de trouver plusieurs nouvelles méthodes, notamment :
- ASAQ, médiction pour le traitement de la malaria en 2007[13].
- ASMQ, médication pour le traitement de la malaria en 2008[14].
- NECT, médication pour le traitement de la maladie du sommeil en 2009[12].
- SSG+PM, médication pour le traitement de la leishmaniose viscérale en 2010[12].
- Paediatric Benznidazole pour le traitement de la maladie de Chagas, en 2011[12].

Des tests sont en cours pour un nouveau traitement de l'hépatite C

## Organisation
En 2009, l'organisation emploie une trentaine de personnes à Genève et 400 personnes en Afrique, Asie et Amérique du Sud. Elle a des bureaux régionaux au Brésil, en Malaisie, en Inde, au Kenya, aux États-Unis et au Japon. 350 partenariats avec des organismes publics ou privés ont été signés.